# 布依格
布依格（Bouygues S.A. 法語發音：[bwig]）是法國的一家大型工業集團，總部位於巴黎第八區，涉足土木工程、房地產開發、多媒體、電信等多個領域。

## 歷史
該公司由弗朗西斯·布依格（Francis Bouygues）創立於1952年，1970年在巴黎證券交易所上市。
至1985年至86年間，收購建築公司Screg、Sacer和Colas。此外，香港寶嘉建築（原法國濬海建築）亦於1980年代被布依格收購。
1987年，它開始經營電視頻道TF1。1996年，該公司涉足電信業，建立布依格电信，2006年買下阿爾斯通23.26%的股份。
2014年，法國政府與布依格達成協議，決定購取阿爾斯通20%的股份，這將使法國政府成為阿爾斯通最大的股東。

## 項目

### 香港
- 啟德機場跑道（1958年）
- 石壁水塘（1963年）
- 船灣淡水湖（1967年）
- 獅子山隧道（1967年，1978年）
- 葵青貨櫃碼頭一號泊位（1973年）
- 港鐵樂富站、中環站、金鐘站、灣仔站、太古站工程
- 港鐵荃灣車廠（1982年）
- 滙豐總行大廈土地平整工程（建築工程由公和永保聯營）
- 香港仔隧道（金門—寶嘉—豪赫蒂夫—Sentab聯營）（1982至83年）
- 佛教黃允畋中學（1984年）
- 廣福邨第三期（廣智樓、廣崇樓，1985年）
- 寮肚橋（1987年）
- 康華苑（1987年）
- 太古廣場第一（1988年）及第二期（1991年）
- 城門隧道（1990年）
- 觀塘繞道第二及第三期（1991年）
- 香港大學主圖書館新翼（1991年）
- 啟德橋（1993年）
- 香港大球場（1994年）
- 中區填海工程第一期（寶嘉—五洋—BSG聯營）（1996年）
- 長青隧道（1997年）
- 香港會議展覽中心新翼（1997年）
- 大欖隧道（西松-寶嘉聯營）（1998年）
- 星域軒（1998年）
- 國泰城（1998年）
- 青荔橋（寶嘉-五洋聯營）（1998年）
- 基督教宣道會宣基中學、博愛醫院八十週年鄧英喜中學、仁濟醫院王華湘中學、保良局黃永樹小學及將軍澳天主教小學（1999年）
- 彩明苑第四期及愛東邨第一期（包括聖馬可中學）（2001年）
- 逸濤灣（2001年）
- 香港大學李嘉誠醫學院（2002年）
- 西九龍紀律部隊宿舍（2002年）
- 荔景紀律部隊宿舍（2002年）
- 港鐵坑口站（2002年）
- 電視廣播城（2003年）
- 西鐵綫大欖隧道北段
- 西鐵綫葵青隧道（寶嘉-亞太土木聯營）（2003年）
- 亞洲國際博覽館（2006年）
- 東鐵綫落馬洲支綫隧道（2007年）
- 港島西雨水排放隧道（西松-寶嘉聯營）（2012年）
- 啟德郵輪碼頭（2012年）
- 民航處大樓（2012年）
- 港島綫西延西營盤至上環隧道（2014年）
- 工業貿易大樓（2015年）
- 廣深港高速鐵路香港段石蔭至海庭道隧道（2018年）
- 港珠澳大橋香港連接線（2018年）
- 龍山隧道（2020年）
- 屯門—赤鱲角隧道（2020年）
- 東鐵綫（沙中綫）銅鑼灣至金鐘隧道（2022年）
- 水塘間轉運隧道計劃－九龍副水塘至下城門水塘輸水隧道合約（2023年）
- 將軍澳消防局暨救護站及宿舍（建築中）
- 北大嶼山醫管局支援中心（建築中）
- 中九龍幹線主隧道（建築中）
- 東南九龍T2主幹道（建築中）
- 東涌西站及隧道（建築中）
- 古洞站續建（建築中）

### 新加坡
- 濱海舫（2005年）

## 外部連接
- 官方网站（英文）
- 官方網站 （页面存档备份，存于）（法文）
- Bouygues Construction（英文）
- Bouygues Immobilier（英文）
- Colas （页面存档备份，存于）（英文）
- Offizieller TF1 （页面存档备份，存于）（英文）